# أرشيبالد آي. لورانس
أرشيبالد آي. لورانس (بالإنجليزية: Archibald I. Lawrence) هو مهندس معماري أمريكي، ولد في 1869، وتوفي في 1950.